# Право на судебную защиту
Право на судебную защиту (англ. Right for Legal Defence) гарантирует гражданам защиту прав и свобод в судах. Это одно из основных прав человека. Судебная защита — один из способов защиты прав, свобод и законных интересов субъектов права путём правосудия.
Всеобщая декларация прав человека предусматривает, что каждый человек имеет право на эффективное восстановление в правах компетентными судами в случаях нарушения его основных прав, предоставленных ему конституцией или законом (статья 8) и что каждый человек, для определения его прав и обязанностей и для установления обоснованности предъявленного ему уголовного обвинения, имеет право, на основе полного равенства, на то, чтобы его дело было рассмотрено гласно и с соблюдением всех требований справедливости независимым и беспристрастным судом (статья 10).
Европейская конвенция о правах человека предусматривает, что каждый в случае спора о его гражданских правах и обязанностях или при предъявлении ему любого уголовного обвинения имеет право на справедливое и публичное разбирательство дела в разумный срок независимым и беспристрастным судом, созданным на основании закона (пункт 1 статьи 6).
Помимо государственных способов защиты прав, свобод и интересов в современных правовых системах допускаются и другие способы защиты прав, например, такой как самозащита права (ст.14 Гражданского Кодекса Российской Федерации). Однако, только наличие в правовой системе института судебной защиты права, основанного на принципе «всякое нарушенное право подлежит судебной защите», является необходимым условием признания такой правовой системы подлинно демократической.
Кроме этого, в современных правовых системах должна быть гарантирована независимость судебной ветви государственной власти. Эта независимость, обеспечиваемая мерами правового, организационного, политического, идеологического характера, есть непременный атрибут нефиктивного института судебной защиты нарушенных прав, в котором судебная защита нарушенных прав субъекта гарантируется в том числе и в случаях посягательств на права и свободы человека со стороны государства.